# Vlčice (district de Trutnov)
Pour les articles homonymes, voir Vlčice.
Vlčice (en allemand : Wildschütz) est une commune du district de Trutnov, dans la région de Hradec Králové, en République tchèque. Sa population s'élevait à 548 habitants en 2020.
Le président Václav Havel y avait acheté une maison de campagne à la fin des années 1960. Il y vécut en 1974-75 alors qu'il travaillait à la brasserie de Trutnov. Il décéda dans ce même village en 2011.

## Géographie
Vlčice se trouve à 7 km à l'ouest du centre de Trutnov, à 40 km au nord de Hradec Králové et à 113 km à l'est-sud-est de Prague.
La commune est limitée par Mladé Buky au nord, par Trutnov à l'est, par Pilníkov et Chotěvice au sud, et par Čermná et Rudník à l'ouest.

## Histoire
La première mention écrite du village date de 1362.